# December (Album)
December ist das vierte Album des Pianisten George Winston, es wurde 1981 aufgenommen. Derzeit ist es auf dem Label Dancing Cat Records wiederveröffentlicht. Das Musikalbum bildet den Schlusspunkt einer Trilogie mit herbstlichen und winterlichen Motiven, die Winston zwischen 1980 und 1982 bei Windham Hill veröffentlichte. Diese Trilogie bildete einen Grundstein für das aufkommende Musikgenre New Age.

## Titelliste
| #  | Titel                                       | Dauer | Arrangement                              |
| -- | ------------------------------------------- | ----- | ---------------------------------------- |
| 1  | Thanksgiving                                | 4:04  | George Winston                           |
| 2  | Jesus, Jesus, Rest Your Head                | 2:40  | John Jacob Niles                         |
| 3  | Joy                                         | 3:13  | David Qualey, nach J. S. Bach            |
| 4  | Prelude                                     | 1:16  | George Winston                           |
| 5  | Carol of the Bells                          | 3:56  | George Winston, nach Mykola Leontowytsch |
| 6  | Night, Part One: Snow                       | 1:51  | George Winston                           |
| 7  | Night, Part Two: Midnight                   | 1:56  | George Winston                           |
| 8  | Night, Part Three: Minstrels                | 2:00  | Malcolm Dalglish                         |
| 9  | Variations on the Kanon by Johann Pachelbel | 5:21  | Johann Pachelbel                         |
| 10 | The Holly and the Ivy                       | 4:52  | George Winston, nach einem Traditional   |
| 11 | Some Children See Him                       | 3:43  | Alfred S. Burt                           |
| 12 | Peace                                       | 4:02  | George Winston                           |

## Rezeption
William Ruhlmann, der das Album für die Musikdatenbank Allmusic besprach, bezeichnet es mit gutem Grund („with good reason“) als die Mutter aller Soloalben. Ein Millionenpublikum habe sich von der Musik gleichzeitig aufrühren, besänftigen, entspannen und erhöhen lassen.

## Kommerzieller Erfolg

### Chartplatzierungen
Das Album stieg im Januar 1985 in die Billboard 200 ein und erreichte Platz 54.
| ChartsChartplatzierungen       | Höchstplatzierung | Wochen |
| ------------------------------ | ----------------- | ------ |
| Vereinigte Staaten (Billboard) | 54 (178 Wo.)      | 178    |

### Auszeichnungen für Musikverkäufe
Der amerikanischen Phonoverband RIAA zertifizierte zehn Jahre nach der Veröffentlichung die dritte Platinschallplatte für mehr als drei Millionen verkaufte Tonträger.
| Land/Region               | Auszeichnungen für Musikverkäufe (Land/Region, Auszeichnung, Verkäufe) | Verkäufe  |
| ------------------------- | ---------------------------------------------------------------------- | --------- |
| Vereinigte Staaten (RIAA) | 3× Platin                                                              | 3.000.000 |
| Insgesamt                 | 3× Platin ·                                                            | 3.000.000 |